# Кат (филм)
Кат је југословенски филм из 1966. године. Режирао га је Звонимир Бајсић, а сценарио је писао Чедо Прица.

## Улоге
| Глумац            | Улога |
| ----------------- | ----- |
| Иво Фици          |       |
| Божена Краљева    |       |
| Фабијан Шоваговић |       |
| Иван Шубић        |       |